# Fabeae
Fabeae Rchb., 1832 è una tribù di piante della famiglia delle Fabacee (sottofamiglia Faboideae).

## Tassonomia
La tribù comprende i seguenti generi:
- Lathyrus L.
- Vicia L.

Generi posti in sinonimia
- Lens Mill. = Vicia
- Pisum L. = Lathyrus
- Vavilovia Fed. = Lathyrus